# Ida Tarbell
Ida Tarbell (ur. 5 listopada 1857 w Amity Township w hrabstwie Erie w Pensylwanii, zm. 6 stycznia 1944 w Bridgeport w Connecticut) – amerykańska nauczycielka, pisarka i dziennikarka, pionierka dziennikarstwa śledczego.

## Życiorys
Ida Minerva Tarbell urodziła się 5 listopada 1857 w Amity Township w hrabstwie Erie w Pensylwanii. Studiowała m.in. biologię w prywatnej szkole wyższej Allegheny College. W 1880 roku ukończyła tę uczelnię jako jedyna kobieta w swoim roczniku. Przez dwa lata pracowała jako nauczycielka w miejscowości o nazwie Poland w stanie Ohio. W latach 1883–1891 pracowała jako edytor dla klubu książki Chautauqua Literary and Scientific Circle. 
W 1890 wyjechała do Francji, gdzie w Paryżu kontynuowała studia na Sorbonie i w Collège de France, pisując artykuły dla prasy amerykańskiej. Po powrocie do Stanów Zjednoczonych pracowała dla periodyku McClure’s Magazine (do 1906 roku), a w latach 1906–1915 publikowała w American Magazine, którego była współwydawcą i współwłaścicielką. Zmarła 6 stycznia 1944 w Bridgeport w Connecticut.

## Twórczość
Ida Tarbell była pionierką amerykańskiego dziennikarstwa śledczego, które prezydent Theodore Roosevelt określił mianem  muckrakingu. Jej najsłynniejszym dziełem stała się książka The History of the Standard Oil Company (1904), która przyczyniła się do rozbicia monopolu Standard Oil w 1911 roku. 
Tarbell zajmowała się też pisaniem biografii, o prezydencie Abrahamie Lincolnie napisała osiem książek. W 1939 opublikowała autobiografię All in the Day’s Work.